# Фарна
Фарна (словац. Farná) — село, громада округу Левіце, Нітранський край. Кадастрова площа громади — 32.74 км².
Населення 1345 осіб (станом на 31 грудня 2018 року).

## Історія
Фарна згадується 1156 року.

## Населення
| Рік:            | 1994. | 2004.   | 2014.   | 2024.   |
| --------------- | ----- | ------- | ------- | ------- |
| Кількість осіб: | 1432  | 1450    | 1350    | 1327    |
| Різниця:        |       | +1,25 % | -6,89 % | -1,70 % |

| Рік:            | 2023. | 2024.   |
| --------------- | ----- | ------- |
| Кількість осіб: | 1317  | 1327    |
| Різниця:        |       | +0,75 % |